# Noether-Theorem
Das Noether-Theorem ist ein 1918 von der deutschen Mathematikerin Emmy Noether formulierter Lehrsatz, der elementare physikalische Größen wie Ladung, Energie und Impuls mit geometrischen Eigenschaften verknüpft, nämlich der Invarianz (Unveränderlichkeit) der Wirkung unter Symmetrietransformationen:
Zu jeder kontinuierlichen Symmetrie eines physikalischen Systems gehört eine Erhaltungsgröße.
Dabei ist eine Symmetrie eine Transformation (zum Beispiel eine Drehung oder Verschiebung), die das Verhalten des physikalischen Systems nicht ändert. Es gilt auch die Umkehrung:
Jede Erhaltungsgröße ist Generator einer Symmetriegruppe.

## Beispiele für Symmetrien und zugehörige Erhaltungsgrößen
Eine Erhaltungsgröße eines Systems von Teilchen ist eine Funktion der Zeit {\displaystyle t}, der Orte {\displaystyle x} und der Geschwindigkeiten {\displaystyle v} der Teilchen, deren Wert sich auf jeder von ihnen im Laufe der Zeit durchlaufenen Bahn {\displaystyle x(t)} nicht ändert. So ist die Energie {\displaystyle E(t,x,v)={\tfrac {1}{2}}\,m\,v^{2}+V(x)} eines nichtrelativistischen Teilchens der Masse {\displaystyle m}, das sich in einem Potential {\displaystyle V} bewegt, eine Erhaltungsgröße. Das heißt, für jede Bahn {\displaystyle x(t)}, die der Bewegungsgleichung {\displaystyle m{\tfrac {\mathrm {d} ^{2}x}{\mathrm {d} t^{2}}}+\mathrm {grad} \,V(x)=0} genügt, gilt zu jeder Zeit {\displaystyle t}:
{\displaystyle E{\bigl (}t,x(t),{\tfrac {\mathrm {d} x}{\mathrm {d} t}}(t){\bigr )}=E{\bigl (}0,x(0),{\tfrac {\mathrm {d} x}{\mathrm {d} t}}(0){\bigr )}}.
- Aus der Homogenität der Zeit (Wahl der Startzeit spielt keine Rolle) folgt die Erhaltung der Energie (Energieerhaltungssatz). So bleibt die Energie eines Pendels bei Vernachlässigung von Reibung stets gleich, nicht aber die Energie einer Schaukel, auf der ein Kind durch Heben und Senken seines Körpers die Länge von der Aufhängung bis zum Schwerpunkt zeitlich verändert.
- Aus der Homogenität des Raums (Wahl des Startortes spielt keine Rolle) ergibt sich die Erhaltung des Impulses (Impulserhaltungssatz). So ist der Impuls eines freien Teilchens konstant, nicht aber der Impuls eines Teilchens im Gravitationsfeld der Sonne; ihr Ort ist für die Bewegung des Teilchens wesentlich. Weil sich ein freies Teilchen der Masse {\displaystyle m} unverändert mit gleichförmiger Geschwindigkeit {\displaystyle v} bewegt, wenn es ein gleichförmig bewegter Beobachter betrachtet, ist der gewichtete Startort, {\displaystyle S(t,x,v)=m\,(x-t\,v)}, eine Erhaltungsgröße, {\displaystyle S(t,x(t),v(t))=m\,x(0)}. Auf mehrere Teilchen verallgemeinert folgt, dass sich der Schwerpunkt mit gleichförmiger Geschwindigkeit bewegt, wenn die Gesamtkraft verschwindet.
- Aus der Isotropie des Raums, also der Rotationsinvarianz (Richtung im Raum spielt keine Rolle), ergibt sich die Erhaltung des Drehimpulses (Drehimpulserhaltungssatz). So bleibt der Drehimpuls eines Teilchens im Gravitationsfeld der Sonne erhalten, denn das Gravitationspotential {\displaystyle -G\,m\,M{\tfrac {1}{r}}} ist in allen Richtungen gleich.

Die Symmetrien, die zur Erhaltung der elektrischen Ladung und anderer Ladungen von Elementarteilchen gehören, betreffen Wellenfunktionen von Elektronen, Quarks und Neutrinos. Jede solche Ladung ist ein lorentzinvarianter Skalar, das heißt, sie hat in allen Bezugssystemen denselben Wert, anders als beispielsweise der Drehimpuls, die Energie oder der Impuls.

## Mathematische Formulierung

### Wirkung
Der im Noether-Theorem formulierte Zusammenhang von Symmetrien und Erhaltungsgrößen gilt für solche physikalischen Systeme, deren Bewegungs- oder Feldgleichungen aus einem Variationsprinzip abgeleitet werden können. Man verlangt hierbei, dass das sogenannte Wirkungsfunktional einen Extremwert annimmt (siehe auch Prinzip der kleinsten Wirkung).
Bei der Bewegung von Massepunkten ist dieses Wirkungsfunktional {\displaystyle S} durch eine Lagrangefunktion der Zeit {\displaystyle t}, des Ortes {\displaystyle x} und der Geschwindigkeit {\displaystyle {\dot {x}}={\tfrac {\mathrm {d} x}{\mathrm {d} t}}}
{\displaystyle {\mathcal {L}}(t,x(t),{\dot {x}}(t))}
charakterisiert und ordnet jeder differenzierbaren Bahnkurve {\displaystyle x\colon t\mapsto x(t)} das Zeitintegral
{\displaystyle S[x]=\int \limits _{t_{1}}^{t_{2}}{\mathcal {L}}\left(t,x(t),{\dot {x}}(t)\right)\,\mathrm {d} t}
zu. Beispielsweise ist in Newtonscher Physik die Lagrangefunktion eines Teilchens im Potential {\displaystyle \Phi } die Differenz von kinetischer Energie {\displaystyle T={\tfrac {m}{2}}v^{2}} und potentieller Energie {\displaystyle V=\Phi q}:
{\displaystyle {\mathcal {L}}(t,x(t),{\dot {x}}(t))={\frac {1}{2}}\,m\,{\dot {x}}^{2}(t)-V(x(t))}
Die physikalisch tatsächlich durchlaufene Bahn, die zur Anfangszeit {\displaystyle t_{1}} durch den Startpunkt {\displaystyle x_{1}=x(t_{1})} und zur Endzeit {\displaystyle t_{2}} durch den Endpunkt {\displaystyle x_{2}=x(t_{2})} geht, macht den Wert der Wirkung im Vergleich mit allen anderen (differenzierbaren) Bahnen, die durch denselben Start- bzw. Endpunkt gehen, stationär (oder extremal). Die physikalisch tatsächlich durchlaufene Bahn erfüllt daher die Bewegungsgleichung
{\displaystyle {\frac {\mathrm {d} }{\mathrm {d} t}}{\frac {\partial }{\partial {\dot {x}}}}{\mathcal {L}}={\frac {\partial }{\partial x}}{\mathcal {L}}}
(Herleitung siehe Variationsrechnung). Dies entspricht gerade der Newtonschen Bewegungsgleichung
{\displaystyle m{\ddot {x}}=-{\frac {\partial V}{\partial x}}(x)}.
Differentialgleichungen, die sich derart aus einem Wirkungsfunktional durch Variation ableiten lassen, nennt man variationell selbstadjungiert. Alle elementaren Feld- und Bewegungsgleichungen der Physik sind variationell selbstadjungiert.

### Symmetrie
Man sagt, dass eine Differentialgleichung eine Symmetrie besitzt, wenn es eine Transformation des Raumes der Kurven gibt, die die Lösungen der Differentialgleichungen auf Lösungen abbildet. Für variationell selbstadjungierte Differentialgleichungen erhält man eine solche Transformation, wenn die Transformation das Wirkungsfunktional bis auf Randterme invariant lässt. Das Noether-Theorem besagt, dass die Invarianz des Wirkungsfunktionals gegenüber einer einparametrigen stetigen Transformationsgruppe die Existenz einer Erhaltungsgröße zur Folge hat und dass umgekehrt jede Erhaltungsgröße die Existenz einer (mindestens infinitesimalen) Symmetrie der Wirkung zur Folge hat.
Wir beschränken uns hier auf Symmetrien in der klassischen Mechanik.
Sei {\displaystyle \Phi _{s}} eine einparametrige, differenzierbare Gruppe von Transformationen, die (genügend differenzierbare) Kurven {\displaystyle \Gamma \colon t\mapsto x(t)} auf Kurven {\displaystyle \Gamma _{s}\colon t\mapsto x(s,t,\Gamma )} abbildet, und gehöre der Parameterwert {\displaystyle s=0} zur identischen Abbildung, {\displaystyle \Phi _{0}\Gamma \colon t\mapsto x(t)}.
Beispielsweise bildet {\displaystyle \Phi _{s}\Gamma =\Gamma _{s}} mit {\displaystyle \Gamma _{s}\colon t\mapsto x(t+s)} jede Kurve {\displaystyle \Gamma } auf die um {\displaystyle s} früher durchlaufene Kurve ab. Die Transformation {\displaystyle \Phi _{s}\Gamma =\Gamma _{s}} mit {\displaystyle \Gamma _{s}\colon t\mapsto x(t)+s\,c} verschiebt jede Kurve um eine Konstante {\displaystyle s\,c}.
Die Transformationen {\displaystyle \Phi _{s}} heißen lokal, wenn sich die Ableitung bei der identischen Abbildung ausgewertet auf der Kurve {\displaystyle \Gamma }, schreiben lässt als:
{\displaystyle \delta x\left(t,x(t),{\frac {\mathrm {d} x}{\mathrm {d} t}}\right)={\frac {\partial }{\partial s}}_{|_{s=0}}x(s,t,\Gamma )}.
Identische Abbildung bedeutet dabei, dass die infinitesimale Transformation
{\displaystyle {\frac {\partial }{\partial s}}_{|_{s=0}}x(s,t,\Gamma )\ ,}
für alle Kurven {\displaystyle \Gamma } als Funktion {\displaystyle \delta x(t,x,v)} der Zeit, des Ortes {\displaystyle x} und der Geschwindigkeit {\displaystyle v} gebildet wird.
Beispielsweise sind die Verschiebungen von Zeit und Ort lokal und gehören zur infinitesimalen Transformation {\displaystyle \delta x=v} beziehungsweise zu {\displaystyle \delta x=c}.
Sei nun {\displaystyle {\mathcal {L}}(t,x,v)} die Lagrangefunktion des mechanischen Systems. Dann heißen die lokalen Transformationen {\displaystyle \Phi _{s}} Symmetrien der Wirkung, wenn sich für alle Kurven {\displaystyle \Gamma } die Lagrangefunktion bei infinitesimalen Transformationen nur um die Zeitableitung einer Funktion {\displaystyle K(t,x,v)}, ausgewertet auf {\displaystyle \Gamma }, ändert:
{\displaystyle {\frac {\partial }{\partial s}}_{|_{s=0}}{\mathcal {L}}\left(t,x(s,t),{\frac {\partial x}{\partial t}}(s,t)\right)={\frac {\mathrm {d} }{\mathrm {d} t}}K\left(t,x(t),{\frac {\partial x}{\partial t}}(t)\right)}
Denn dann ändert sich die Wirkung nur um Randterme
{\displaystyle {\begin{aligned}{\frac {\mathrm {d} }{\mathrm {d} s}}S[\Gamma _{s}]_{|_{s=0}}&=\int \limits _{t_{1}}^{t_{2}}\mathrm {d} t\,{\frac {\partial }{\partial s}}_{|_{s=0}}{\mathcal {L}}\left(t,x(s,t),{\frac {\partial x}{\partial t}}(s,t)\right)\\&=\int \limits _{t_{1}}^{t_{2}}\mathrm {d} t\,{\frac {\mathrm {d} }{\mathrm {d} t}}K\left(t,x(t)\right)=K\left(t_{2},x(t_{2})\right)-K\left(t_{1},x(t_{1})\right)\end{aligned}}}.
Der Zusammenhang dieser Definition der Symmetrie der Wirkung mit der Erhaltungsgröße wird klar, wenn man die partiellen Ableitungen der Lagrangefunktion nach {\displaystyle s} ausführt, und dabei als Kurzschrift die Definition der infinitesimalen Transformation verwendet
{\displaystyle {\begin{aligned}{\frac {\partial }{\partial s}}_{|_{s=0}}{\mathcal {L}}(t,x(s,t),{\frac {\partial x}{\partial t}}(s,t))&={\frac {\partial x(s,t)}{\partial s}}_{|_{s=0}}{\frac {\partial }{\partial x}}{\mathcal {L}}(t,x,v)+{\frac {\partial ^{2}x(s,t)}{\partial s\partial t}}_{|_{s=0}}{\frac {\partial }{\partial v}}{\mathcal {L}}(t,x,v)\\&=\delta x{\frac {\partial }{\partial x}}{\mathcal {L}}(t,x,v)+{\frac {\mathrm {d} \delta x}{\mathrm {d} t}}{\frac {\partial }{\partial v}}{\mathcal {L}}(t,x,v)\end{aligned}}}
Ergänzt man den ersten Term zu einem Vielfachen der Bewegungsgleichung und zieht man die Ergänzung beim zweiten Term ab, entsteht
{\displaystyle {\frac {\partial }{\partial s}}_{|_{s=0}}{\mathcal {L}}\left(t,x(s,t),{\frac {\partial x}{\partial t}}(s,t)\right)=\delta x\left({\frac {\partial }{\partial x}}{\mathcal {L}}-{\frac {\mathrm {d} }{\mathrm {d} t}}{\frac {\partial }{\partial v}}{\mathcal {L}}\right)+{\frac {\mathrm {d} }{\mathrm {d} t}}\left(\delta x{\frac {\partial }{\partial v}}{\mathcal {L}}\right)}
und die Definitionsgleichung einer infinitesimalen Symmetrie einer Wirkung lautet
{\displaystyle \delta x\left({\frac {\partial }{\partial x}}{\mathcal {L}}-{\frac {\mathrm {d} }{\mathrm {d} t}}{\frac {\partial }{\partial v}}{\mathcal {L}}\right)+{\frac {\mathrm {d} }{\mathrm {d} t}}\left(\delta x{\frac {\partial }{\partial v}}{\mathcal {L}}-K\right)=0}.
Da aber das {\displaystyle \delta x}-Fache der Bewegungsgleichungen auf den physikalisch durchlaufenen Bahnen verschwindet, besagt diese Gleichung, dass die Funktion
{\displaystyle Q=\delta x{\frac {\partial }{\partial v}}{\mathcal {L}}-K},
die zur Symmetrie gehörige Noetherladung, sich auf den physikalisch durchlaufenen Bahnen nicht ändert:
{\displaystyle {\frac {\mathrm {d} }{\mathrm {d} t}}Q\left(t,x_{\mathrm {phys} }(t),{\frac {\mathrm {d} x_{\mathrm {phys} }(t)}{\mathrm {d} t}}\right)=0}
Umgekehrt ist jede Erhaltungsgröße definitionsgemäß eine Funktion {\displaystyle Q(t,x,v)}, deren Zeitableitung auf physikalischen Bahnen verschwindet, also ein Vielfaches (von Ableitungen) der Bewegungsgleichungen ist. Dieses Vielfache definiert die infinitesimale Symmetrie {\displaystyle \delta x}.